# (500073) 2011 WD27
(500073) 2011 WD27 es un asteroide perteneciente al cinturón de asteroides, descubierto el 26 de octubre de 2011 por el equipo del Pan-STARRS desde el Observatorio de Haleakala, Hawái, Estados Unidos.

## Designación y nombre
Designado provisionalmente como 2011 WD27.

## Características orbitales
2011 WD27 está situado a una distancia media del Sol de 3,132 ua, pudiendo alejarse hasta 3,480 ua y acercarse hasta 2,785 ua. Su excentricidad es 0,111 y la inclinación orbital 18,78 grados. Emplea 2025,45 días en completar una órbita alrededor del Sol.
Los próximos acercamientos a la órbita de Júpiter se producirán el 13 de noviembre de 2031, el 25 de mayo de 2042 y el 16 de octubre de 2125, entre otros.

## Características físicas
La magnitud absoluta de 2011 WD27 es 15,7.